# Metoprolol
Metoprolol, có trên thị trường với nhãn hiệu Lopressor và các tên khác, là một thuốc chẹn chọn lọc thụ thể β1. Thuốc được dùng để điều trị cao huyết áp, đau tức ngực do thiếu máu về tim, và một số các bệnh liên quan đến nhịp tim nhanh bất thường. Thuốc còn dùng để phòng ngừa các vấn đề tim mạch theo sau một cơn nhồi máu cơ tim và để ngừa các cơn đau đầu ở bệnh nhân bị bệnh đau nửa đầu.
Thuốc được bào chế thành các dạng có thể sử dụng bằng đường uống hay đường tiêm tĩnh mạch. Metoprolol thường được dùng hai lần một ngày. Dạng bào chế tác dụng kéo dài có thể được sử dụng một lần mỗi ngày. Metoprolol có thể được phối hợp với hydrochlorothiazide trong cùng một viên thuốc.
Các tác dụng phụ thường gặp của dược chất là gây mất ngủ, cảm thấy mệt mỏi hay choáng ngất, và khó chịu ở vùng bụng. Dùng với liều lượng lớn có thể gây nhiễm độc nghiêm trọng. Chưa loại trừ được thuốc có nguy hiểm khi sử dụng trong thai kỳ hay không. Sử dụng thuốc trong thời gian cho con bú tương đối ổn định. Cần thận trọng khi sử dụng ở bệnh nhân có vấn đề về gan hay hen suyễn. Nếu ngừng thuốc cần phải giảm liều từ từ để giảm nguy cơ gây ra các vấn đề sức khỏe theo sau.
Metoprolol được bào chế lần đầu vào năm 1969. Thuốc nằm trong danh sách các thuốc thiết yếu của Tổ chức Y tế Thế giới, là danh sách các dược phẩm quan trọng nhất cần phải có ở một hệ thống y tế cơ bản. Metoprolol là một thuốc gốc có mặt trên thị trường. Vào năm 2013, metoprolol là thuốc được kê toa nhiều thứ 19 ở Hoa Kỳ.

## hóa học lập thể
Metoprolol chứa một trung tâm và bao gồm hai enantiomers. Đây là một hỗn hợp racic, tức là hỗn hợp 1: 1 của (R) - và (S) -form:
| Enantiomers của metoprolol | Enantiomers của metoprolol |
| -------------------------- | -------------------------- |
| CAS-Nummer: 81024-43-3     | CAS-Nummer: 81024-42-2     |